# 角田柳作
角田 柳作（つのだ りゅうさく、1877年（明治10年）1月28日 - 1964年（昭和39年）11月29日）は、群馬県出身の日本文化の研究者・教育者。コロンビア大学に日本文化研究所を設立し、日本研究コレクションのキュレーターを務めた。日本文学研究者ドナルド・キーンの師として知られる。

## 経歴
出生から修学期
1877年（明治10年）1月28日、群馬県勢多郡津久田村（現・群馬県渋川市赤城町津久田）の農家に、父庄作、母ぎんの次男として生まれた。5歳の時父をコレラで失い、祖父の金造と母ぎんに育てられた。1890年4月、群馬県尋常中学校（現・群馬県立前橋高等学校）に入学したが、1893年10月に退学。
上京して東京専門学校（現・早稲田大学）文学科に入学し、坪内逍遙、アーサー・ロイドの教えを受けた。東京専門学校を1896年7月29日に卒業。
新聞社勤務の後に教員となる
1897年1月、徳富蘇峰の国民新聞社に入社し、雑誌"Far East"の校正係となった。その後菅原伝・日向輝武らを擁する人民新聞社に転じたが、1899年4月に退社。
同1899年8月から、沢柳政太郎の紹介で京都真言宗聯合高等中学林（現・種智院大学）に赴任し、1902年8月まで在職。1900年からは文中園（現・京都女子大学）の教授も兼任した。1903年4月4日、福島県立福島中学校（現・福島県立福島高校）に赴任し、英語と倫理学を担当。1908年9月の皇太子の授業台覧が中止となり、このとき奉送迎に参加せず早退した生徒に対する学校側処分に異論を唱えたことを原因として、10月から宮城県立仙台第一中学校（現・宮城県立仙台第一高等学校）に転じた。しかし、同校勤務も1909年4月までの短い間で終わった。
ハワイに渡る
1909年5月、本願寺別院の今村恵猛の招きに応じ、単身でハワイに渡った。本願寺が1907年に設立した布哇中学校の校長に就いた。1911年4月に女子部が布哇高等女学校として独立し、角田は両校の校長を兼任。1912年5月、結核治療のため日本に帰国し、8月に辞職。
1913年1月に再度ハワイに渡り、2月に『布哇日日新聞』の記者となったが、11月に退社。1914年1月、"The Essence of Japanese Buddism"(『英文真宗大意』)を刊行し、その後本願寺の布教活動に直接関与するようになった。1915年12月、本派本願寺ハワイ教団の学務部長に就任。1917年2月に辞職した。
アメリカ本土へ活動の場を移して以降
1917年3月、単身でアメリカ本土・サンフランシスコに渡った。5月にニューヨークに到着し、コロンビア大学、クラーク大学 (マサチューセッツ州)の聴講生となり、このときジョン・デューイの講義を聴講した。1918年6月、デンバーでコロラド日本人会幹事（書記長）の職を得た。1919年2月、小畑久五郎の後任としてニューヨーク日本人会の幹事となり、1926年10月まで幹事を勤めた。
同月「The Japanese Culture Centreの創立に就て」という趣意書を発表し、日本文化学会の創設に取り組んだ。1927年1月に日本に帰国し、外務省などでに協力要請を行い、岩崎小弥太男爵らの支援を取り付けた。1928年3月13日、日本工業倶楽部を会場として「日米文化学会」を発足させた後、5月にニューヨークに戻った。
コロンビア大学での日本研究拠点整備
1929年、コロンビア大学のバトラー総長と面会し、5月に図書館414号室を3年間提供する契約が結ばれた。また7月30日には日本生まれのジェローム・グリーンを委員長として、ダウンタウン協会で日米文化学会（The Japanese Culture Center）が発足。角田は書記長代理となった。
コロンビア大学に日米文化学会を置いたのは暫定的な措置であったため、アメリカ側機関への恒久的移管が模索され、コロンビア大学に加え、ハーバード大学からも受け入れの申し出があった。一時はハーバード大学が優勢となったが、コロンビア大学が日本文化研究・情報供給のための機関新設や日本語・日本文学教育を拡充することを提案し、各日米文化学会の賛同を得て、1931年3月16日、正式に日本語と日本文学部門の創設、日米文化学会の恒久的移管が発表された。5月20日のアメリカ側日米文化学会の総会で蔵書のコロンビア大学への正式引渡しが決定し、名称も「日本研究会」（The Society for Promotion of Japanese Studies）と改めた。コロンビア大学における組織は「日本研究施設」（The Institute of Japanese Studies）と「日本文庫」（The Japanese Collection）から成り、角田は「日本文庫」の主事兼「日本研究施設」の講師となった。同年9月からの年度で、角田は「古代および東洋の言語文学」部の中の「日本語と文明」コースの「日本の歴史と文学」という科目を担当した。コロンビア大学では1938-39年度から、「中国学科」と「日本研究施設」が統合拡充され、「中国・日本文学部」が創設され、角田は「日本宗教史」や「日本思想史」を講義した。
太平洋戦争戦時下
1941年に太平洋戦争が開戦すると、12月9日FBIに拘引され、エリス島に連行された。しかし1942年3月24日仮釈放され、コロンビア大学での勤務に復帰。
太平洋戦争後
1948年に「日本文庫」主事を退職したが、その後も1952/1953年度まで「日本思想史」を担当し、同年度末で正式に退職。1961/62年度にもドナルド・キーンが日本での研究のため留守としたため、「古典文学読解」と「明治文学」を講じた。
1946年から1951年までミシガン大学客員教授。1962年から1963年までハワイ大学東西文化交流センターで研究員を務めた。
1962年10月6日、コロンビア大学から「名誉文学博士号」を授与された。1964年、日本への帰国の途中にハワイで入院し11月29日ホノルルで死去。墓所は東京の小平霊園。

## 受賞・栄典
- 1960年：日米修好百年に際し、勲三等瑞宝章を受章。

## 研究内容・業績
顕彰
出身地にある赤城公民館では、角田の関連資料が展示されている。
指導学生
- 斎藤勇：福島中学校時代の教え子。「わが師・角田柳作先生」（『Ryusaku Tsunoda Sensei』所載）を著した。

## 交遊
同僚
- ジョージ・サンソム は1935/36年度にコロンビア大学客員教授として在籍し、角田とともに教鞭を執る。後に1948年コロンビア大学東アジア研究所初代所長。
- ヒュー・ボートン：コロンビア大学中国・日本文学部でともに教鞭を執った。
- 湯川秀樹：1949年からコロンビア大学客員教授を務めており、ノーベル物理学賞受賞もその時期のことだった。

## 著書

### 単著
- 『井原西鶴』民友社 1897[38]
- 『来世之有無』新仏教徒同志会編、井冽堂 1905[39]
- "The Essence of Japanese Buddism"(『英文真宗大意』) 1914
- 『書斎、学校、社会』布哇便利社出版部(布哇叢書 1) 1917

### 訳書
- ベンジャミン・キッド『社会の進化』開拓社、1899年2月。NDLJP:798558。
- ヴィルヘルム・ヴント『西洋倫理学史』金港堂、1904年8月。NDLJP:758567。

## 関連文献
- de Bary, William Theodore. "East Asian Studies at Columbia: The Early Years," Living Legacies: Great Moments and Leading Figures in the History of Columbia University, 2002.
- Shirai, Katsuhiko. "Take Pride in Waseda," Waseda Weekly, April 2006. Shinjuku, Tokyo: Waseda University.